# Wojciech Zasadziński
Wojciech Zasadziński (ur. 22 lutego 1940 w Warszawie, zm. 19 marca 1969 we Wrocławiu) – polski aktor teatralny i filmowy.

## Życiorys
Ukończył studia na Wydziale Aktorskim Państwowej Wyższej Szkoły Telewizyjnej i Filmowej w Łodzi (1967). Był aktorem teatrów: Bałtyckiego Teatru Dramatycznego w Koszalinie (1967-1968) oraz Teatru Współczesnego we Wrocławiu (1968-1969).

W 1966 roku stworzył jedyną w karierze kreację filmową - główną rolę Pawła w filmie "Kontrybucja" (reż. Jan Łomnicki).
Zginął w wypadku samochodowym.